# Трудности при вскрытии упаковки
Тру́дности при вскры́тии упако́вки — ярость, гнев, злость, возмущение, разочарование и другие негативные эмоции, испытываемые человеком, который не может вскрыть упаковку какого-либо продукта, чтобы использовать его. Как правило это относится к пластиковым упаковкам типа «блистер» и «грейфер». Прочные упаковки защищают продукт на всём пути следования до потребителя, но иногда этот же покупатель не может открыть приобретённый им товар.
Иногда упаковки обязаны открываться с трудом. Это относится к некоторым безрецептурным препаратам, снабжённым специальной защитой от несанкционированного вскрытия; также широко распространены упаковки, устойчивые к воздействию детей. Вскрытие некоторых упаковок намеренно затруднено, чтобы снизить риск т. н. «частичного воровства» и магазинных краж.
Впервые термин wrap rage («упаковочная ярость») был употреблён в издании The Daily Telegraph в 2003 году. В 2006 году журнал Consumer Reports учредил премию «Устрица» за «самую тяжело вскрываемую упаковку». История об этом явлении в газете Pittsburgh Post-Gazette побудила Стивена Кольбера в своей сатирической программе «Отчёт Кольбера» проверить это на себе: он так и не смог достать новый калькулятор из пластиковой упаковки даже с помощью ножа. В 2007 году Американское диалектическое общество определило этот термин как «один из самых полезных».

## Исследования
Опрос журнала Yours, ориентированный на людей в возрасте за 50, показал, что 99 % из 2000 опрошенных заявили, что упаковку стало сложнее открыть в течение последних 10 лет; 97 % сказали, что было «слишком много избыточной упаковки», а 60 % заявили, что они специально покупают продукты, у которых упаковка вскрывается легко.
Исследование Школы бизнеса Кокса выявило, что 80 % домохозяек «выражали гнев, разочарование или откровенную ярость», отвечая на вопросы о пластиковой упаковке. Потребители были склонны использовать такие слова, как «ненависть» и «трудно», при описании этих продуктов.
Исследование «Института доброй медицины» в 2009 году показало, что 17 % людей старше 21 года хотя бы раз в жизни получали травмы, пытаясь вскрыть подарочную упаковку, либо лично знают такого человека.
Для того чтобы открыть прочную упаковку, потребители используют ножи, ножницы, лезвия и другие опасные подручные средства, что может привести к травмам: порезам пальца или руки, вывихам запястья и ушибам. Согласно исследованиям британских учёных, более 60 000 британцев в год попадают в больницы из-за травм, полученных в результате вскрытия упаковки с продуктами. В 2004 году Комиссия по безопасности потребительских товаров США сообщила о примерно 6500 случаях обращения людей в травмпункты после неудачных попыток вскрыть упаковки.

## Решения
Некоторые производители облегчают потребителю возможность вскрыть прочную упаковку, хоть это и увеличивает риск упоминавшихся выше «частичного воровства» и магазинных краж. Некоторые принимают во внимание, что чем старее человек, тем сложнее ему может быть справиться с упаковкой. Для облегчения вскрытия упаковки придуманы перфорация, отрывная лента и прочее; а некоторые вместе с подарком дарят специальные ножницы, предназначенные для быстрого и безопасного вскрытия упаковки.